# Kalkozin
A kalkozin a szulfidásványok közé tartozó ásvány. Többnyire finomszemcsés tömegekben vagy vastag hexagonális kristályokban előforduló fontos réz ércásvány. Jól alakítható, az elektromosságot jól vezeti.

## Keletkezése
Gyakoribb rézércásvány hidrotermásan másodlagosan, gyakran a szulfidásványok oxidációs övében is keletkezik. A szulfidércek felszínhez közeli részén gyakran megtalálható.
Hasonló ásvány: argentit, akantit.

## Előfordulása
Gyakran előforduló rézércásvány. Tömeges előfordulásai  találhatók  jugoszláviai Bor környékén, Chile területén több helyen,  Angliában.
Nagyobb mennyiségben Recsken,  Gyöngyösorosziban az ércesedett telérekben, Rudabányán a kalkopirit több helyen fehér rombos kalkozin kristályokba megy át, melyekből szépen fejlett nagyszemű kristályokat találtak. Szabadbattyánban a ritkán előforduló rézércében a kalkozin volt a jellemző. A Velencei-hegységben több helyen is megtalálható.

## Kísérő ásványok
Pirit, bornit,  kalkopirit, különböző tarkaércek elsősorban a tetraedrit.

## Képek

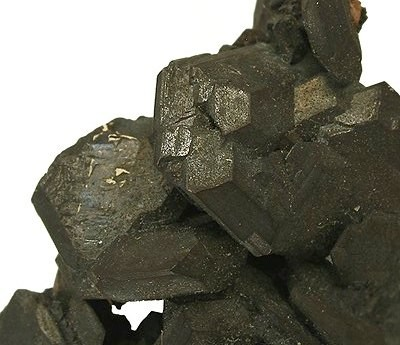
Kalkozin Angliából
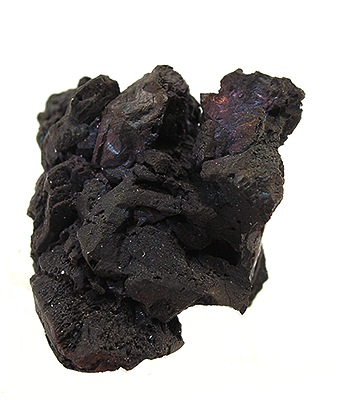
Egy klasszikus darab Amerikából
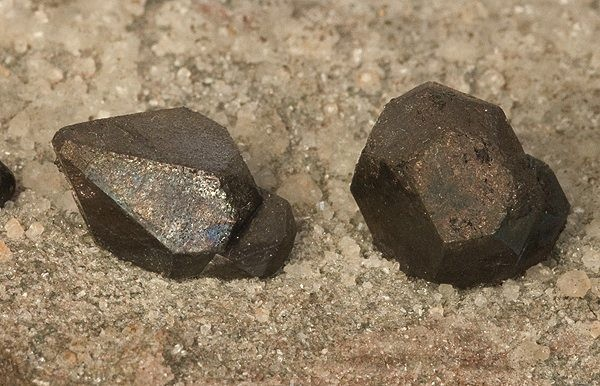
Nagyon csillogó, éles fényű kalkozin kristály Kazahsztánból